# Axelstorp
Axelstorp är en småort i Båstads kommun i Skåne län. SCB avgränsade här 2005 en småort som avregistrerades 2010 och sen åter klassades som småort 2020.